# 2B villamos (Budapest)
A budapesti 2B jelzésű villamos a Jászai Mari tér és Pesterzsébet, Pacsirtatelep között közlekedik. Megindulása óta a pesti oldal leghosszabb villamosvonala, a Budát érintő viszonylatokkal együtt rangsorolva pedig a negyedik leghosszabb. Útvonala a Haller utcáig megegyezik a 2-es és 23-as viszonylatokkal, tovább az 51-es és az 52-es villamos vonalát fedi le. A viszonylatot a Budapesti Közlekedési Zrt. üzemelteti a Budapesti Közlekedési Központ megrendelésére.

## Története
2022. augusztus 13-án indult, átvéve a Mester utcáig közlekedő 51-es villamos szerepét. A 2B viszonylat létrejöttével közvetlen kapcsolat létesült Pesterzsébet és a Belváros között.

## Útvonala
| Pesterzsébet, Pacsirtatelep felé |
| --- |
| Jászai Mari tér vá. – Balassi Bálint utca – Kossuth Lajos tér – Széchenyi rakpart – Széchenyi István tér – Eötvös tér – Belgrád rakpart – Petőfi tér – Március 15. tér – Belgrád rakpart – Fővám tér – Közraktár utca – Boráros tér – Soroksári út – Haller utca – Mester utca – Könyves Kálmán körút – Gubacsi út – Határ út – Török Flóris utca – Nagysándor József utca – Vörösmarty utca – Előd utca – Pesterzsébet, Pacsirtatelep vá.                                   |
| Jászai Mari tér felé |
| Pesterzsébet, Pacsirtatelep vá. – Előd utca – Török Flóris utca – Székelyhíd utca – Ady Endre utca – Nagysándor József utca – Jókai Mór utca – Határ út – Gubacsi út – Könyves Kálmán körút – Mester utca – Haller utca – Soroksári út – Boráros tér – Közraktár utca – Fővám tér – Belgrád rakpart – Március 15. tér – Petőfi tér – Belgrád rakpart – Eötvös tér – Széchenyi István tér – Széchenyi rakpart – Kossuth Lajos tér – Balassi Bálint utca – Jászai Mari tér vá. |

## Megállóhelyei
| 0 | Jászai Mari tér végállomás                                                        | 53 | 58 | 2, 4, 6, 23 75, 76 9, 26, 91, 191, 226, 291                    |
| 1 | Országház, látogatóközpont                                                        | 51 | 56 | 2, 23                                                          |
| 3 | Kossuth Lajos tér M                                                               | 49 | 54 | 2, 23 70, 78 15                                                |
| 5 | Széchenyi István tér                                                              | 47 | 52 | 2, 23 16, 105, 178, 210, 210B, 216                             |
| 6 | Eötvös tér                                                                        | 46 | 51 | 2, 23 16, 105, 178, 210, 210B, 216                             |
| 7 | Vigadó tér                                                                        | 45 | 50 | 2, 23                                                          |
| 9 | Március 15. tér                                                                   | 43 | 48 | 2, 23 5, 7, 8E, 15, 107, 108E, 110, 112, 133E                  |
| 11 | Fővám tér M                                                                       | 41 | 46 | 2, 23, 47, 48, 49 83 15                                        |
| 13 | Zsil utca                                                                         | 39 | 44 | 2, 23 83 15                                                    |
| 14 | Boráros tér H                                                                     | 38 | 43 | 2, 4, 6, 23 15, 54, 55, 212, 212A, 212B, 223E, 224, 224E, 255E |
| 17 | Haller utca / Soroksári út                                                        | 36 | 41 | 2, 23, 24 54, 55, 223E, 224, 224E, 255E                        |
| 19 | Haller utca / Mester utca                                                         | 34 | 39 | 23, 24, 51, 51A 281                                            |
| 21 | Vágóhíd utca                                                                      | 32 | 36 | 51, 51A 281                                                    |
| 23 | Mester utca / Könyves Kálmán körút (kocsiszíni ki- és beálló menetek végállomása) | 30 | 34 | 1, 51, 51A 281                                                 |
| 25 | Koppány utca                                                                      | 26 | 31 | 51 630, 631, 632, 635, 636, 650, 653, 654, 655, 659, 661       |
| 26 | Hentes utca                                                                       | 25 | 30 | 51                                                             |
| 27 | Magyar Aszfalt                                                                    | 24 | 29 | 51                                                             |
| 28 | Kén utca                                                                          | 23 | 28 | 51                                                             |
| 29 | Illatos út                                                                        | 22 | 27 | 51 54, 55                                                      |
| 30 | Timót utca                                                                        | 21 | 26 | 51                                                             |
| 30 | Fegyvergyár utca                                                                  | 21 | 26 | 51                                                             |
| A Jászai Mari tér felé közlekedő villamosok a délutáni és esti időszakokban a menetrend betartása érdekében 5 percet várakoznak. |                                                                                   |    |    |                                                                |
| 32 | Gubacsi út / Határ út                                                             | 20 | 20 | 3, 51 119, 166, 223E                                           |
| 34 | Török Flóris utca                                                                 | ∫  | ∫  | 51, 52 119, 166, 223E                                          |
| 35 | János tér                                                                         | ∫  | ∫  | 51, 52 119, 166, 223E                                          |
| 37 | Kossuth Lajos utca                                                                | ∫  | ∫  | 51, 52 35, 66, 66B, 119, 148, 166, 223E, 224, 224E             |
| ∫ | Ősz utca                                                                          | 18 | 18 | 3, 51, 52                                                      |
| ∫ | Jókai Mór utca / Határ út                                                         | 16 | 16 | 3, 51, 52                                                      |
| ∫ | Thököly utca                                                                      | 14 | 14 | 51, 52                                                         |
| ∫ | Kossuth Lajos utca                                                                | 13 | 13 | 51, 52 66, 66B, 148, 224, 224E                                 |
| ∫ | Szabótelep                                                                        | 11 | 11 | 51, 52 151, 224, 224E                                          |
| ∫ | Vécsey utca                                                                       | 9  | 9  | 51, 52                                                         |
| ∫ | Szent Imre herceg utca                                                            | 8  | 8  | 51, 52 35, 151                                                 |
| 38 | Nagysándor József utca (↓) Török Flóris utca (↑)                                  | 7  | 7  | 51, 52 35, 151                                                 |
| 40 | Vörösmarty utca                                                                   | ∫  | ∫  | 52 151                                                         |
| 42 | Pöltenberg utca                                                                   | ∫  | ∫  | 52                                                             |
| 43 | Klapka utca                                                                       | ∫  | ∫  | 52                                                             |
| 44 | Akácfa utca                                                                       | ∫  | ∫  | 52                                                             |
| 45 | Károly utca                                                                       | ∫  | ∫  | 52                                                             |
| 46 | Ábrahám Géza utca                                                                 | ∫  | ∫  | 52 36, 135                                                     |
| ∫ | Pöltenberg utca                                                                   | 5  | 5  | 52                                                             |
| ∫ | Székelyhíd utca                                                                   | 4  | 4  | 52 35                                                          |
| ∫ | Wesselényi utca                                                                   | 2  | 2  | 52 35                                                          |
| ∫ | Frangepán utca                                                                    | 1  | 1  | 52                                                             |
| 48 | Pesterzsébet, Pacsirtatelep végállomás                                            | 0  | 0  | 52                                                             |